# ブライアン・トレンチャード＝スミス
ブライアン・トレンチャード＝スミス（Brian Trenchard-Smith, 1946年6月1日 - ）は、イングランドの映画監督。1970-80年代にオーストラリアでホラー映画の監督として活躍した。近年ではアメリカ合衆国でテレビ映画を多く手掛けている。

## 主なフィルモグラフィ
- 『スカイ・ハイ』 The Man From Hong Kong (1975) - 監督・製作・脚本
- 『頑張れ!スタントマン』 Deathcheaters (1976) - 監督・製作
- 『謎のターゲット』 Day of the Assassin (1978) - 監督
- 『スローター・ゲーム』 Turkey Shoot (1981) - 監督
- 『BMXアドベンチャー』 BMX Bandits (1983) - 監督
- 『クエスト/伝説の冒険』 The Quest (1986) - 監督
- 『地獄の脱出/デッド・エンド』Dead End Drive-In  (1986) - 監督
- 『ブレードチェイサー』 Day of the Panther (1988) - 監督
- 『スクワッド/栄光の鉄人軍団』 The Siege of Firebase Gloria (1988) - 監督
- 『デモンストーン』 Demonstone (1989) - 製作総指揮
- 『デインジャー・フリークス』 Dangerfreaks (1989) - 監督
- 『ゴースト・マーダー』 Out of the Body (1989) - 監督
- 『ワーニング/未知からの警告』 Official Denial (1989、テレビ映画) - 監督
- 『デモンナイト/惨劇のハロウィン』 Night of the Demons 2 (1994) - 監督
- 『デザート・ストーム/新・サハラ戦車隊』 Sahara (1995、テレビ映画) - 監督
- 『ポイズン』 Escape Clause (1996、テレビ映画) - 監督
- 『ジャッジメント・デイ2』 Doomsday Rock (1997、テレビ映画) - 監督
- 『アトミック・ドッグ』 Atomic Dog (1998、テレビ映画) - 監督
- 『ボヤージ・オブ・テラー/死の航海』 Voyage of Terror (1998、テレビ映画) - 監督
- 『ハッピー・フェイス・マーダー』 Happy Face Murders (1999、テレビ映画) - 監督
- 『ブリタニック』 Britannic (2000) - 監督
- 『メギド』 Megiddo: The Omega Code 2 (2001) - 監督
- 『フルメタルポイント』 Seconds to Spare (2001、テレビ映画) - 監督・脚本
- 『ゴーストマンション』 Sightings: Heartland Ghost (2002、テレビ映画) - 監督
- 『パラダイスウィルス』 The Paradise Virus (2003、テレビ映画) - 監督・製作
- 『DC911』 DC 9/11: Time of Crisis (2003、テレビ映画) - 監督
- 『タイド・オブ・ウォー』 Tides of War (2005、テレビ映画) - 監督・製作
- 『エア・フォースII』 In Her Line of Fire (2006) - 監督・製作
- 『アドベンチャー・オブ・ジ・アース』 Tyrannosaurus Azteca (2007) - 監督
- 『NOT QUITE HOLLYWOOD』 Not Quite Hollywood: The Wild, Untold Story of Ozploitation! (2008) - 出演
- 『ジョーズ・イン・ツナミ』 Malibu Shark Attack (2009、テレビ映画) - 製作
- 『ダブル -完全犯罪-』 Absolute Deception (2013) - 監督・製作
- 『ドライブ・ハード』 Drive Hard (2014) - 監督・脚本